# Plastikowy kosmos
Plastikowy kosmos – drugi studyjny album polskiego rapera o pseudonimie Cira. Wydawnictwo ukazało się 25 stycznia 2013 roku nakładem Step Records. Wszystkie nagrania wyprodukował Szatt będący częścią duetu producenckiego Nocne Nagrania. Gościnnie na płycie wystąpili między innymi Bisz, Te-Tris, Hukos, Miuosh czy Onar.
Nagrania zadebiutowały na 6. miejscu zestawienia OLiS.

## Lista utworów
Opracowano na podstawie materiału źródłowego.
1. „Big Bang!”
2. „To tu, to tu” (gościnnie Chwi’la)
3. „Szary spacer”
4. „SZ CZ”
5. „Pięć zdjęć”
6. „Plastikowy kosmos” (gościnnie Bisz, Te-Tris)
7. „Other Space”
8. „Trzym fason” (gościnnie Hukos, Tusz Na Rękach)
9. „Przybywa nam lat” (gościnnie Miuosh, Hukos, Onar)
10. „Przełęcz”
11. „Outermost”
12. „Lazz Champ” (utwór dodatkowy)